# Kolping Arena
Kolping Arena (známá jako Eishalle Schluefweg nebo Zurich-Kloten Stadium) je stadion nacházející se v blízkosti švýcarského města Zürich v jeho předměstí Kloten. Byla postavena v roce 1997 a primárně slouží pro lední hokej. Své domácí zápasy zde hraje tým EHC Kloten. Původní název arény byl Eishalle Schluefweg.
V roce 2008 byla aréna přejmenována na Kolping Arena, a tento název bude mít minimálně 7 let.
V této aréně se konalo Mistrovství světa ve florbale 2004. Spolu s PostFinance Arenou bylo dějištěm Mistrovství světa v ledním hokeji 2009.